# Deadworld
Deadworld – drugi minialbum EP amerykańskiego zespołu Shadows Fall, wydany nakładem wytwórni Century Media Records, jedynie w Japonii.
Utwory 3 i 4 zarejestrowano 16 kwietnia 2000 w rozgłośni 88.9 WERS April w Bostonie. Utwór 5 nagrano 26 listopada 2000 w klubie CBGB’s w Nowym Jorku.
Wszystkie utwory są jednakowoż dostępne na wydawnictwie Fear Will Drag You Down, która ukazała się rok później w 2002.

## Lista utworów
| 1. | "Deadworld"                   | 04:47 |
|    |                               |       |
| 2. | "Stepping Outside The Circle" | 05:15 |
|    |                               |       |
| 3. | "Crushing Belial" (Live)      | 05:27 |
|    |                               |       |
| 4. | "First Noble Truth" (Live)    | 04:14 |
|    |                               |       |
| 5. | "Fleshold" (Live)             | 03:47 |
|    |                               |       |
|    |                               | 23:30 |
|    |                               |       |

## Twórcy
- Brian Fair – śpiew
- Jonathan Donais – gitara prowadząca
- Matthew Bachand – gitara rytmiczna
- Paul Romanko – gitara basowa
- Derek Kerswill – perkusja